# Condado de Tarrant
O Condado de Tarrant (em inglês:  Tarrant County) é um dos 254 condados do estado norte-americano do Texas. A sede e cidade mais populosa do condado é Fort Worth. Foi fundado em 1850.
Com um pouco mais de 2,1 milhões de habitantes, de acordo com o censo nacional de 2020, é o terceiro condado mais populoso do estado e o 15º mais populoso do país. É também o terceiro mais densamente povoado do estado.

## Geografia
De acordo com o Departamento do Censo dos Estados Unidos, o condado possui uma área de 2 340,9 km², dos quais 2 241,1 km² estão cobertos por terra e 99,8 km² (4,3%) por água.

## Demografia
Segundo o censo nacional de 2020, o condado possui uma população de 2 110 640 habitantes e uma densidade populacional de 941,8 hab/km². Seu crescimento populacional na última década foi de 16,7%, acima da média estadual de 15,9% É o terceiro condado mais populoso do Texas e o 15º mais populoso dos Estados Unidos. É também o terceiro mais densamente povoado do estado.
Possui 808 364 residências que resulta em uma densidade de 360,7 residências/km² e um aumento de 13,1% em relação ao censo anterior. Deste total, 5,9% das unidades habitacionais estão desocupadas. A média de ocupação é de 2,6 pessoas por residência.
Desde 1900, o crescimento populacional médio do condado, a cada dez anos, é de 37,9%.